# Liste der Ehrenbürger von St. Wendel
- Diese Liste der Ehrenbürger von St. Wendel verzeichnet die Ehrenbürger von St. Wendel. Die Ehrenbürgerschaft wird als höchste Auszeichnung für Verdienste um das Wohl und die Entwicklung der Stadt verliehen. Seit 1869 wurde folgenden Personen diese Ehrung zuteil.

## Liste
Chronologische Auflistung nach Datum der Zuerkennung
1. Eberhard Herwarth von Bittenfeld (* 4. September 1796; † 2. September 1884)
Kommandierender General des VIII. Armee-Korps
Verleihung am 18. Juni 1869[1]
General von Bittenfeld wurde für Einrichtung eines Bezirkskommandos in St. Wendel zum Ehrenbürger ernannt.[2]
2. Clemens Freiherr von Schorlemer-Lieser (* 29. September 1856; † 6. Juli 1922)
Königlicher Staatsminister und Minister für Landwirtschaft, Domänen und Forsten
Verleihung am 11. August 1910 auf der Burg Lichtenberg[3]
Die Verleihung der Ehrenbürgerschaft erfolgte in Dankbarkeit für seine hohen Interessen und die großen unvergesslichen Verdienste um die Entwicklung der Stadt. So hatte er sich für den Ausbau des Progymnasiums zur Vollanstalt, für den Umbau des Landwirtschaftsschule, für den Neubau einer Eisenbahnwerkstätte am Berzberg und für den Bau der Eisenbahnstrecke von St. Wendel nach Tholey eingesetzt.
3. Max Müller (* 15. Oktober 1862; † 21. August 1937)[4]
Bürgermeister a. D. in Wadern
Verleihung am 25. Juni 1932 zum Auftakt der 600-Jahr-Feier von St. Wendel am 25. Juni 1932 „wegen seiner Verdienste um die Geschichtsschreibung der Stadt“ (Beschluss der Stadtverordnetenversammlung vom 17. Juni 1932)[5]
4. Pater Alois Selzer (* 13. Februar 1893; † 24. Juni 1968)[6]
Prof. für Pädagogik und Soziologie an der Theologischen Hochschule des Ordens in Mödling
Priester der Gesellschaft des Göttlichen Wortes
Selzer war Professor für Pädagogik und Soziologie sowie Leiter des St. Gabriel-Verlages in Mödling bei Wien
Verleihung „für das hohe Interesse und die unvergeßlichen Verdienste um die Stadt und ihren Schutzherrn St. Wendalin nachgewiesen durch seine hagiographische Doktorarbeit (Münster 1935).“[7]
5. Hans Klaus Schmitt (* 2. Dezember 1900; † 11. März 1982)[8]
Stadtoberinspektor a. D., Leiter des Kultur- und Verkehrsamtes St. Wendel
Verleihung am 2. Dezember 1975 anlässlich des 75. Geburtstags (Beschluss des Stadtrats vom 6. Mai 1975).
6. Leo Kornbrust (* 31. August 1929; † 20. Juli 2021)
Künstler, Professor an der Akademie der bildenden Künste in München
Die Verleihung erfolgte gemäß Stadtratsbeschluss vom 26. März 2019 auf Vorschlag der Stadtverwaltung in Person des Bürgermeisters Peter Klär mit der Begründung: „Leo Kornbrust hat sich in besonderem Maße um die Stadt verdient gemacht. Gebürtig in St. Wendel hat er mit seiner künstlerischen Tätigkeit besondere Merkmale der Gestaltung gesetzt. Seine stetige Arbeit für den Frieden durch die Kraft der Kunst hat den Namen der Stadt weit über die Landesgrenzen hinaus getragen.“[9]
7. Klaus Bouillon (* 19. November 1947)
Politiker, von 1983 bis 2014 Bürgermeister von St. Wendel und von 2014 bis 2022 saarländischer Innenminister
Verleihung am 5. Dezember 2023 (Beschluss des Stadtrats vom 16. November 2023).[10]
8. Michael Schultheis. (* 1969)
Verleihung im Dezember 2023 (Beschluss des Stadtrats vom 16. November 2023).[11]
9. Gerhard Koepke (* 21. August 1952)
seit 1982 in der ev. Kirchengemeinde St. Wendel, von 1984 bis 2018 Pfarrer der ev. Kirchengemeinde St. Wendel, ab 1996 Superintendent des Kirchenkreises St. Wendel, seit dessen Fusion mit dem Kirchenkreis Ottweiler im Jahr 2009 Superintendent des Kirchenkreises Saar-Ost; seit 2019 Vorsitzender des Vereins "Christliche Hospizhilfe im Landkreis St. Wendel"
Verleihung am 22. August 2024 (Beschluss des Stadtrats vom 16. November 2023).[12]